# Уртадо Уртадо, Эсекиель
Эсекиель Уртадо Уртадо (исп. Ezequiel Hurtado Hurtado, 14 декабря 1825 — 24 сентября 1890) — колумбийский военный и политик, президент Соединённых Штатов Колумбии.

## Биография
Родился в 1825 году в департаменте Каука, его родителями были Николас Уртадо и Мария Тринидад Уртадо. В 1852 году получил диплом юриста в Университете Кауки, затем стал там же преподавателем. В 1854 году принял участие в гражданской войне, развернувшейся после государственного переворота, организованного генералом Мело.
В 1860 году принял участие в другой гражданской войне на стороне поднявшего восстание Мариано Оспины. В 1861 году был произведён в генералы. В 1863 году принял участие в состоявшемся в Рионегро после победы в гражданской войне Конституционном Конвенте, в результате которого была принята новая конституция, и страна была преобразована в Соединённые штаты Колумбии. В 1868 году был избран в Палату представителей колумбийского парламента, впоследствии стал сенатором.
Хулиан Трухильо, избранный в 1878 году президентом страны, сделала Эсекиеля Уртадо министром армии и флота в своём правительстве. С 1879 по 1883 годы был президентом Суверенного штата Каука.
Принятая в 1863 году Конституция отменила в стране пост вице-президента, и ввела посты «Designado Presidencial» — первый (Primer), второй (Segundo) и третий (Tercer); занимающие эти посты люди должны были исполнять обязанности президента (в указанном порядке) в случае его отсутствия (а также невозможности исполнения президентских обязанностей предыдущим Designado Presidencial). На выборах 1884 года президентом был избран Рафаэль Нуньес, а Эсекиель Уртадо стал первым Designado Presidencial. В связи с тем, что Нуньес не смог сразу приступить к своим обязанностям, Уртадо был главой исполнительной власти страны с апреля по август 1884 года.
В ходе очередной гражданской войны выступил против программы «Регенерации» президента Нуньеса, в 1885 году был арестован и выслан в Коста-Рику. Получил разрешение вернуться на родину лишь в 1889 году, незадолго до смерти.